# Eduard Klinik

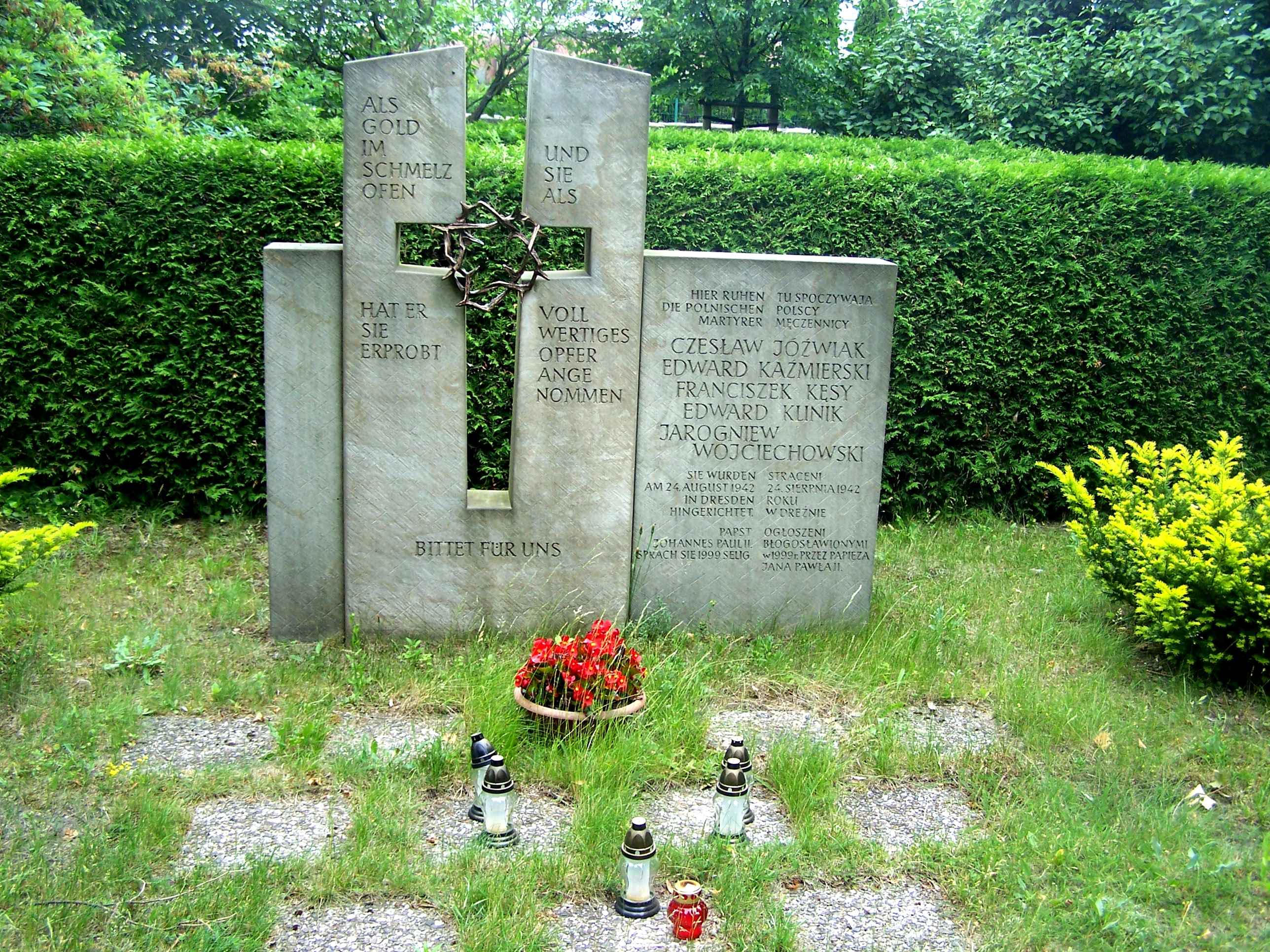
Gedenkstätte auf dem Neuen Katholischen Friedhof in Dresden

Edward (Eduard) Klinik (* 21. Juli 1919 in Werne bei Bochum; † 24. August 1942 in Dresden) war ein polnischer Widerstandskämpfer aus dem Umkreis der Salesianer Don Boscos. Er wurde im Zuge der Germanisierungspolitik des nationalsozialistischen Deutschlands in den 1939 annektierten polnischen Gebieten mit anderen jungen Polen von der NS-Justiz zum Tode verurteilt und 1942 hingerichtet. In der römisch-katholischen Kirche wird er als Märtyrer verehrt.

## Leben

### Herkunft und Ausbildung
Bis ca. 1920 lebten Eduard Kliniks Eltern Adalbert (Wojciech) und Anastasia (Anastazja) geborene Schreiber im Ruhrgebiet, wo sein Vater als Schmied im Bergbau gearbeitet hatte. Bald nach seiner Geburt kehrte die vierköpfige Familie in die polnische Heimat nach Posen zurück, woher die Eltern stammten, da sich der Vater für die polnische Staatsangehörigkeit entschieden hatte. Edward hatte eine ältere Schwester Maria (* 1917), die später Ursuline wurde. In Polen bekam die Familie noch ein weiteres Kind. Edward besuchte die Volksschule in Posen und wechselte 1933 auf das Gymnasium der Salesianer Don Boscos in Auschwitz. Im Schuljahr 1938/39 machte er am mathematisch-naturkundlichen Gotthilf-Berger-Gymnasium in Posen Abitur. Seine Freizeit verbrachte er im Oratorium der Salesianer Don Boscos in Posen, einer kirchlichen Freizeiteinrichtung für Jugendliche.

### Deutsche Besatzung
Der deutsche Überfall auf Polen und die Eingliederung Posens in das Deutsche Reich bedeuteten einen tiefen Einschnitt in das Leben Edwards und seiner Freunde, die er im Oratorium kennen gelernt hatte. Während der Besatzungszeit arbeitete er in einer Konstruktionsfirma. Das Oratorium wurde geschlossen und von deutschem Militär genutzt. Die Freunde trafen sich aber weiter. Kriegserlebnisse und die Erfahrungen der Besatzung forderten ihren patriotischen Widerstandsgeist heraus. Möglicherweise hatte die Gruppe Kontakte in die polnische Studenten- und Gymnasiastenszene, die sich im Untergrund zu Aktionen gegen die Deutschen verabredete, darunter zur sogenannten „Militärorganisation der Westgebiete“ (Wojskowa Organizacja Ziem Zachodnich, WOZZ).

### Verhaftung und Todesurteil
Als Erster aus der Gruppe wurde Eduard Klinik am 21. September 1940 an seiner Arbeitsstelle unter dem Vorwurf verhaftet, er plane einen Staatsstreich. Zusammen mit seinen Freunden Czesław Jóźwiak, Edward Kaźmierski, Franciszek Kęsy und Jarogniew Wojciechowski kam er zunächst auf das berüchtigte Fort VII in Posen und wurde am 16. November 1940 in ein Gefängnis in Wronki eingeliefert. Im April 1941 wurde die Gruppe nach Berlin und im Mai 1942 nach Zwickau verlegt. Dort wurden die Angeklagten wegen Vorbereitung zum Hochverrat zum Tode verurteilt. Der Strafsenat des Oberlandesgerichts Posen tagte dazu am 31. Juli 1942 in der Untersuchungsanstalt Zwickau. Edward und seine Freunde wurden mit anderen Verurteilten aus dem polnischen Widerstand beschuldigt, Mitglieder der polnischen Nationalpartei SN gewesen zu sein. Sie gehören zu den Opfern der mit äußerster Härte betriebenen Germanisierungspolitik des nationalsozialistischen Deutschlands im sogenannten Warthegau, die sich nicht selten gerade auch gegen kirchliche Gruppen und Intellektuelle wandte. Bei der Verurteilung, für die die katholischen Überzeugungen der Jungen keine Rolle spielten, wandte das Gericht rückwirkend die sogenannte Polenstrafrechtsverordnung vom 4. Dezember 1941 an, die auch für geringste Vergehen besonders drakonische Strafen ermöglichte. Die Verhängung der Todesstrafe wurde mit der nach Ausbruch des Deutsch-Sowjetischen Krieges gebotenen Abschreckungswirkung begründet.

### Hinrichtung
Am 1. August 1942 wurden die Verurteilten nach Dresden gebracht, wo das Urteil drei Wochen später in der Richtstätte am Münchner Platz vollstreckt wurde. Der Gefängnisseelsorger Pater Franz Bänsch OMI begleitete die aus insgesamt acht jungen Männern bestehende Gruppe der Verurteilten seelsorglich bis an das Schafott. Zwei Gnadengesuche, die Eduards Eltern am 4. August und er selbst am 18. August 1942 an den Reichsstatthalter des Warthelands, Arthur Greiser, stellten, blieben bis zur Hinrichtung unbeantwortet und wurden erst nach der Vollstreckung ablehnend beschieden.
Edward Klinik und seine Gefährten wurden am 28. August 1942 in einem Massengrab auf dem Äußeren Katholischen Friedhof in Dresden von einem Franziskanerpater beigesetzt.

## Gedenken
Der Ort der Hinrichtung in Dresden wurde in der DDR zu einer Gedenkstätte des antifaschistischen Widerstands. Wegen ihres kirchlichen Hintergrunds waren die Namen der fünf Freunde aus dem Oratorium dort aber nicht genannt. 1999 wurde das Grab auf dem Neuen Katholischen Friedhof wiederentdeckt, ein Denkmal der Katholischen Pfarrgemeinde St. Paulus in Dresden-Plauen erinnert dort heute unter anderem auch an Klinik.
Am 13. Juni 1999 wurde Eduard Klinik gemeinsam mit seinen vier Freunden und weiteren polnischen NS-Opfern von dem polnischen Papst Johannes Paul II. in Warschau seliggesprochen. Sein Gedenktag ist der 24. August, der Tag seiner Hinrichtung, im Eigenkalender der Salesianer Don Boscos der 12. Juni. In Polen gilt er als Märtyrer der deutschen Besatzung. Trotz seiner polnischen Nationalität ist er auch im deutschen Martyrologium des 20. Jahrhunderts verzeichnet und dort für das Bistum Essen eingetragen, zu dem sein Geburtsort heute gehört. Zusammen mit dem acht Monate später an gleicher Stelle in Dresden hingerichteten polnischen Ordensbruder Grzegorz Frąckowiak SVD werden die fünf Jungen auch zur Gruppe der sechs seligen Märtyrer vom Münchner Platz in Dresden zusammengefasst, deren gemeinsames Gedenken ebenfalls am 12. Juni begangen wird. Dieser Märtyrergruppe wurde eine am 1. Juni 2020 im Bistum Dresden-Meißen neu errichtete römisch-katholische Pfarrgemeinde geweiht.